# العلاقات الوسط إفريقية السريلانكية
العلاقات الوسط أفريقية السريلانكية هي العلاقات الثنائية التي تجمع بين جمهورية أفريقيا الوسطى وسريلانكا.

## مقارنة بين البلدين
هذه مقارنة عامة ومرجعية للدولتين:
| وجه المقارنة                                              | جمهورية أفريقيا الوسطى      | سريلانكا                         |
| --------------------------------------------------------- | --------------------------- | -------------------------------- |
| المساحة (كم2)                                             | 622.98 ألف                  | 65.61 ألف                        |
| عدد السكان (نسمة)                                         | 4.66 مليون                  | 21.44 مليون                      |
| الكثافة السكانية (ن./كم²)                                 | 7.48                        | 326.78                           |
| العاصمة                                                   | بانغي                       | سري جاياواردنابورا كوتي، كولمبو  |
| اللغة الرسمية                                             | لغة فرنسية، اللغة السانغوية | اللغة السنهالية، اللغة التاميلية |
| العملة                                                    | فرنك وسط أفريقي             | روبية سريلانكي                   |
| الناتج المحلي الإجمالي (بليون دولار)                      | 1.95 مليار                  | 87.17 مليار                      |
| الناتج المحلي الإجمالي (تعادل القوة الشرائية) بليون دولار | 3.03 مليار                  | 246.62 مليار                     |
| الناتج المحلي الإجمالي الاسمي للفرد دولار أمريكي          | 323                         | 3.93 ألف                         |
| الناتج المحلي الإجمالي للفرد دولار أمريكي                 | 594                         | 11.11 ألف                        |
| مؤشر التنمية البشرية                                      | 0.350                       | 0.757                            |
| رمز المكالمات الدولي                                      | +236                        | +94                              |
| رمز الإنترنت                                              | .cf                         | .lk،                             |
| المنطقة الزمنية                                           | ت ع م+01:00                 | ت ع م+05:30                      |

## منظمات دولية مشتركة
يشترك البلدان في عضوية مجموعة من المنظمات الدولية، منها:
| علم المنظمة | اسم المنظمة                               | تاريخ انضمام جمهورية أفريقيا الوسطى | تاريخ انضمام سريلانكا |
| ----------- | ----------------------------------------- | ----------------------------------- | --------------------- |
|             | مؤسسة التنمية الدولية                     | 27 أغسطس 1963                       | 27 يونيو 1961         |
|             | يونسكو                                    | 11 نوفمبر 1960                      | 14 نوفمبر 1949        |
|             | وكالة ضمان الاستثمار متعدد الأطراف        | 8 سبتمبر 2000                       | 27 مايو 1988          |
|             | الأمم المتحدة                             | 20 سبتمبر 1960                      | 14 ديسمبر 1955        |
|             | الاتحاد البريدي العالمي                   | ?                                   | ?                     |
|             | البنك الدولي للإنشاء والتعمير             | 10 يوليو 1963                       | 29 أغسطس 1950         |
|             | الاتحاد الدولي للاتصالات                  | 2 ديسمبر 1960                       | 1897                  |
|             | منظمة حظر الأسلحة الكيميائية              | ?                                   | ?                     |
|             | مؤسسة التمويل الدولية                     | 1 أبريل 1991                        | 20 يوليو 1956         |
|             | المركز الدولي لتسوية المنازعات الاستشارية | 14 أكتوبر 1966                      | 11 نوفمبر 1967        |
|             | منظمة التجارة العالمية                    | ?                                   | ?                     |
|             | منظمة الشرطة الجنائية الدولية             | ?                                   | ?                     |

## وصلات خارجية
- موقع وزارة الخارجية السريلانكية